# (1110) Jaroslawa
(1110) Jaroslawa – planetoida z pasa głównego asteroid okrążająca Słońce w ciągu 3 lat i 111 dni w średniej odległości 2,22 au. Została odkryta 10 sierpnia 1928 roku w Obserwatorium Simejiz na górze Koszka na Półwyspie Krymskim przez Grigorija Nieujmina. Nazwa planetoidy pochodzi od polskiego miasta Jarosław lub od imienia syna odkrywcy. Przed nadaniem nazwy planetoida nosiła oznaczenie tymczasowe (1110) 1928 PD.